# Saint-André-de-Roquepertuis
Saint-André-de-Roquepertuis là một xã ở tỉnh Gard. Xã này có diện tích 12,18 km², dân số năm 1999 là 397 người. Khu vực này có độ cao trung bình mét trên mực nước biển.